# ZB vz. 24
El ZB vz. 24 fue un fusil de cerrojo diseñado y producido en Checoslovaquia desde 1924 hasta 1942. Fue desarrollado a partir del famoso Mauser 98 y tiene un cerrojo de diseño muy similar. Este fusil fue diseñado en Checoslovaquia poco tiempo después de la Primera Guerra Mundial, con un cañón de 600 mm, era más corto y manejable que el  Mauser 98 con 750 mm. La carabina siguió una tendencia similar en el diseño de armas de la época, donde un fusil corto tenía una menor eficacia balística en combate, pero era más fácil de manipular debido a su menor longitud.
Durante la Segunda Guerra Mundial, el ZB vz. 24 fue producido para las Fuerzas Armadas alemanas durante su ocupación. El fusil también fue producido en la vecina Eslovaquia, aliada de Alemania y estado títere durante la guerra.
El ZB vz. 24 fue ampliamente exportado y empleado durante y después de la Segunda Guerra Mundial, especialmente por Rumania, Irán, Guatemala, China y otros países. Varios de los fusiles fabricados para países sudamericanos fueron calibrados para emplear los cartuchos 7 x 57 Mauser y 7,65 x 54.  

## Empleo en combate antes de la Segunda Guerra Mundial
Unos 100.000 fusiles ZB vz. 24 fueron comprados por el Ejército boliviano, que los empleó junto a otros fusiles tipo Mauser durante la guerra del Chaco.
El ZB vz. 24 también fue empleado en la guerra civil española por tropas republicanas catalanas. Unos 40.000 fusiles fueron comprados por la Unión Soviética a Checoslovaquia para ser enviados a España. Los fusiles fueron embarcados en Murmansk el 1 de marzo de 1938, junto a otros pertrechos (tanques T-26 y cañones de campaña franceses de 76 mm). El carguero francés Gravelines, que transportó todos los pertrechos, logró llevar las armas a Burdeos y de allí fueron enviadas por tierra a Cataluña. A pesar de haber llegado tarde a la guerra, el ZB vz. 24 fue empleado en Cataluña y la costa mediterránea de la península ibérica, participando en la Batalla del Ebro donde mostró buenos resultados a pesar de la victoria del Ejército Nacional. Tras la derrota del Ejército Republicano el 18 de julio de 1939, el Ejército español mantuvo en servicio los fusiles que sobrevivieron a la batalla hasta 1959, cuando fueron vendidos a Interarms.

## Segunda Guerra Mundial
Tras la ocupación de Checoslovaquia en 1939, los alemanes pusieron en servicio los lotes de ZB vz. 24 y se continuó su producción.
El ZB vz. 24 fue fácilmente incorporado a las Fuerzas Armadas alemanas debido a su parecido con el Mauser Kar 98k, compartiendo los mismos procedimientos de entrenamiento y mantenimiento, así como el mismo cartucho 7,92 x 57. Para el inicio de la guerra, el Ejército alemán había equipado 11 divisiones con este fusil. En servicio alemán fue designado Gewehr 24(t) (siendo "t" la abreviación de tschechoslowakisch, checoslovaco en alemán). Unos 762.000 fusiles ZB vz. 24 fueron producidos en Checoslovaquia para el Ejército checoslovaco y unos 330.050 para las Fuerzas Armadas alemanas.

### G24(t)
La producción del ZB vz. 24 y la ZB vz. 33, versión acortada y aligerada, continuó después de la invasión alemana de Checoslovaquia. El ZB vz. 24 se distinguía del Mauser Kar 98k por pequeños detalles. La acción era idéntica, excepto por los marcajes, además de tener una longitud total y del cañón similares. Las principales diferencias eran superficiales: la manija recta del cerrojo del ZB vz. 24, diferentes sistemas para fijar la correa portafusil, una culata de nogal maciza en lugar de la culata de madera laminada de la mayoría de los Kar 98k, una larga cubierta protectora del cañón en lugar de la más corta del Kar 98k y un alza con ajuste mínimo de 300 m en lugar de 100. El G24(t) producido bajo control alemán progresivamente agregó algunas características del Kar 98k, pero la fábrica de Považská Bystrica (código del cajón de mecanismos 'dou') pasó a producir el Kar 98k en 1942. La fábrica de Brno (código del cajón de mecanismos 'dot') le siguió los pasos en 1943 luego de cesar la producción de la carabina G33/40 (t).

## Los ZB vz. 24 rumanos
La Československá Zbrojovka Brno empezó a fabricar fusiles ZB vz. 24 con designación especial en 1938, después de la invasión alemana. Rumania fue por un tiempo aliada del Eje durante la Segunda Guerra Mundial. Los ZB vz. 24 rumanos tienen una letra seguida por una "R" en el número de serie; por ejemplo SR 1XXX. Las letras "AR", "BR", "CR", llegando hasta "YR", de los fusiles rumanos representan diferentes periodos de fabricación, aunque no se ha encontrado un fusil con las letras "ZR". Los checos fabricaron 25.000 fusiles para cada periodo, produciendo un total de 625.000 ZB vz. 24 rumanos. Los soldados rumanos emplearon el ZB vz. 24 en Besarabia, Ucrania y Stalingrado mientras combatieron al lado del Eje. No fue sino hasta el 23 de agosto de 1944 que Rumania pasó al lado de los Aliados, tras el golpe de Estado del Rey Miguel.

## Producción de posguerra

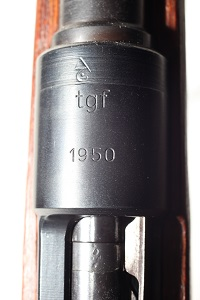
Detalle de la recámara de un ZB vz.24, con la fecha 1950.

Como un epílogo de la historia del ZB vz. 24, la producción del Mauser Kar 98k checo continuó después del final de la guerra. Sirvió en el Ejército checoslovaco hasta 1952 bajo la designación ZB vz. 98N, siendo el fusil estándar de las Fuerzas Armadas checoslovacas de posguerra, así como ampliamente exportado. Los primeros ejemplares de posguerra eran idénticos a las versiones producidas durante la guerra, debido a que se emplearon lotes de piezas producidas durante la guerra hasta agotarlos. El marcaje del cajón de mecanismos fue cambiado a un león rampante checo del periodo de entreguerras, aunque se ha visto un ejemplar con un código de cajón de mecanismos de estilo alemán "tfg" y la fecha "1950". En el lado izquierdo del cajón de mecanismos se estampó "ČESKOSLOVENSKÁ ZBROJOVKA, A.S., BRNO". El nuevo modelo se distinguía por un depósito hecho de chapa de acero estampado y un guardamonte de mayor tamaño para poder disparar con gruesos guantes de invierno. El nuevo conjunto, al contrario de los conjuntos guardamonte/depósito estampados alemanes de finales de la guerra, no tenía una base del depósito desmontable, por lo que el conjunto completo debe ser desatornillado y retirado para limpiar el depósito. Se retiraron los anclajes que evitaban el movimiento de los tornillos que fijaban la acción y el guardamonte a la culata. La mayoría de culatas eran de haya maciza (no laminada), con los mecanismos alemanes para fijar la correa portafusil, pero sin espacio para la baqueta y una cantonera tipo "Kriegsmodell" alemana de finales de la guerra con un agujero en el costado para retirar el percutor del cerrojo. Los ejemplares producidos tras el inicio del régimen comunista en 1948 llevan estampado "Národní podnik".
El más conocido episodio donde se emplearon estos fusiles fue la guerra árabe-israelí de 1948. Fueron comprados por los proveedores de armas de la Haganá y contrabandeados a Palestina antes de la disolución del Mandato Británico de Palestina el 14 de mayo de 1948. Los envíos de fusiles a Israel continuaron después de su reconocimiento como estado, tanto de nuevos fusiles checoslovacos como de Kar 98k producidos bajo ocupación alemana[cita requerida], ya que los comerciantes de armas checoslovacos vendieron a Israel una variedad de armas basadas en diseños alemanes. Con la adopción del FN FAL por parte de Israel en 1955, los fusiles checoslovacos estuvieron entre los Mauser israelíes recalibrados a 7,62 x 51 OTAN para emplearse como armas de reserva, usando maquinarias Mauser suministradas por Checoslovaquia.
Al igual que en otras partes de Europa, Brno también reparó grandes cantidades de fusiles alemanes Kar 98k al poco tiempo de terminada la guerra. Estos se distinguen por un número de serie más grande estampado en la parte inferior de la culata, detrás del pistolete y junto al número de serie alemán original. Los Kar 98k reparados en Checoslovaquia fueron vendidos a otros países comunistas, siendo empleados por fuerzas militares y paramilitares hasta bien entrada la década de 1960, luego quedando por algunos años como armas de reserva.

## ElBernopersa
El fusil llegó rápidamente a Irán, donde fue conocido como Berno, por la ciudad checoslovaca de Brno, donde originalmente se fabricaban los fusiles. El fusil Mauser fue seleccionado para el Ejército iraní durante el reinado de Rezā Shāh Pahlavi, sin embargo Irán nunca ordenó fusil alguno de Alemania, prefiriendo la variante checoslovaca. Checoslovaquia produjo dos versiones para Irán, un fusil largo (comparable al Mauser 98 alemán) denominado ZB vz. 98/29 y una carabina denominada ZB vz. 30. Ambos fueron conocidos en Irán como Modelo de 1930 (o 1309, según el calendario iraní), mientras que la carabina fue apodada Berno kootah ("Brno corto").
La versión iraní tenía estampada una corona Pahlaví, un león y un sol sobre la recámara, así como una inscripción en persa (en letra Nasta'liq) a un lado del cajón de mecanismos que indica el modelo y el nombre de la fábrica.
A finales de la década de 1940 la Taslihat-e Artesh (Fábrica de Armas del Ejército) iraní de Teherán, popularmente conocida como Mosalsal-sazi (Fábrica de ametralladoras), comenzó a producir los fusiles Brno. La maquinaria necesaria y las técnicas de manufactura fueron ofrecidas a Irán a través de la empresa Škoda, que tenía una larga historia de cooperación con Irán. Irán produjo dos modelos: el ZB vz. 24 como el "Berno" y una versión corta bajo licencia checoslovaca. Inicialmente esta era una copia de la carabina Modelo de 1930, que rápidamente fue reemplazada por un ligeramente modificado Modelo de 1949 (1328 según el calendario iraní), también conocido como "Berno kootah".
La única diferencia entre la versión iraní y la versión checoslovaca eran los marcajes en el lado del cajón de mecanismos: en lugar de decir Brno, como el fabricante, está escrito "sakht-e aslah-e sazi-e artesh" (Hecho por la Fábrica de Armas del Ejército).
El Brno fue el arma de infantería iraní estándar hasta que fue reemplazado por el más moderno fusil semiautomático estadounidense M1 Garand en 1960. Tras el cambio, el Brno fue relegado por un tiempo a la Gendarmería y los Guardabosques, antes de ser retirado del servicio activo. En la década de 1970 era principalmente empleado como arma ceremonial.
Los fusiles Brno iraníes fueron empleados en diversos lugares, desde revueltas tribales en el Kurdistán hasta el golpe de Estado que derrocó a Mohammad Mosaddeq. Durante la Revolución iraní de 1979, el fusil reapareció en manos de los revolucionarios y tribales, que nunca abandonaron sus Brno. Además de los rebeldes, el gobierno islámico también empleó el Brno. Era y es empleado en las oraciones oficiales de los viernes. El orador debe tener a su lado "el arma del día", según la tradición del Profeta Mahoma, que portaba una espada.

## Derivados
China fabricó una copia del ZB vz. 24, que tenía un cañón más corto y una bayoneta plegable.

## Usuarios
- Checoslovaquia[9]
- Alemania nazi[9]
- Biafra[10]
- Bolivia[11]
- Brasil[11]
- Colombia[12]
- Ecuador[12]
- El Salvador[12]
- Eslovaquia[9]
- España[11]
- Estonia[11]
- Guatemala[12]
- Irak[13]
- Irán[12]
- Japón
- Letonia[11]
- Lituania[11]
- Nicaragua[12]
- Paraguay[14]
- Perú[12]
- República de China[12]
- Rumania[11]
- Turquía[12]
- Uruguay[12]
- Venezuela[12]
- Yugoslavia[9]

### Entidades no estatales
- Peshmerga[15]
- Viet Cong[16]